# Кхаргон (округ)
Кхаргон (англ. Khargone), (колишня назва — Західний Німар (англ. West Nimar)) — округ в індійському штаті Мадх'я-Прадеш. Входить в Дивізіон Індор . Утворений в 1948 році. Адміністративний центр — місто Кхаргон. Площа округу — 8030 км². За даними всеіндійського перепису 2001 року населення округу становило 1 529 562 особи, а щільність населення — 191 особа на 1 км². Рівень грамотності дорослого населення становив 63 %, що трохи вище середньоіндійського рівня (59,5 %). Частка міського населення становила 15,4 %. В 1998 році з частини території округу Кхаргон був утворений новий округ Барвані.